# Construct
Construct è il decimo album discografico in studio del gruppo musicale melodic death metal svedese dei Dark Tranquillity, pubblicato nel 2013.

## Tracce
Testi di Mikael Stanne, musica dei Dark Tranquillity.
1. For Broken Words – 4:34
2. The Science of Noise – 3:45
3. Uniformity – 5:30
4. The Silence in Between – 3:32
5. Apathetic – 3:29
6. What Only You Know – 4:01
7. Endtime Hearts – 3:58
8. State of Trust – 4:06
9. Weight of the End – 4:55
10. None Becoming – 4:31

## Formazione
- Mikael Stanne - voce
- Niklas Sundin - chitarra
- Martin Henriksson - chitarra, basso
- Anders Jivarp - batteria
- Martin Brändström - tastiere